# Evas Töchter (1928)
Evas Töchter ist ein Filmliebeslustspiel aus dem Jahre 1928, zugleich ein äußerst seltenes Beispiel einer deutsch-tschechisch-schweizerischen Gemeinschaftsproduktion. Unter der Regie von Karel Lamač spielt Anny Ondra die Hauptrolle.

## Handlung
Nina Laval ist eine ebenso talentierte wie attraktive Tänzerin, die von zahlreichen Männern umschwärmt und begehrt wird. Im Auftrag der Baronin Edith von Steffen begibt sich Baron von Bihl, ein ausgewiesener Schürzenjäger und Casanova, zu Ediths Gatten Hans, um selbigen von einem Besuch in dem Varieté, wo Nina ihre Beine schwingt, tunlichst fernzuhalten. Nina hat sich indes in den jungen Schweizer Maler Rudolf Bünzli verliebt, der gerade dabei ist, von der Tänzerin ein Porträt anzufertigen. Auch Hans nimmt an diesen Sitzungen teil, immer in der Hoffnung, Nina für sich zu erwärmen, um sich die junge Dame als seine Geliebte zuzulegen. Schon deshalb will er nicht zu Heim und Gattin zurückkehren. Nun greift die Baronin zu raffinierten Waffen, nämlich zu Geld. In ihrem Auftrage offeriert Bihl dem Modell und ihrem Porträtisten kurzerhand eine längere Reise in die Schweizer Alpen an, getreu dem Motto: aus den Augen, aus dem Sinn. Doch Baronin Ediths auf Freiersfüßen wandelnder Hans lässt sich so leicht nicht abschütteln…
Nachdem die hiesigen Zeitungen einige pikante Fotos von Nina und ihrem Maler veröffentlicht hat, reist der eifersüchtige Baron den beiden sofort nach und überredet die Tänzerin, mit ihm heimzukehren. Zuvor hatte Nina schweren Herzens ihren Rudolf freigegeben, denn dieser war schon lange zuvor einem einfachen Fischermädchen versprochen worden. Doch Rudolf ist überhaupt nicht bereit, Evas Tochter Nina einfach so gehen zu lassen und verfolgt sie eifersüchtig durch das in Vevey stattfindende Winzerfest. Schließlich bedroht er den smarten Baron Bihl sogar mit einem Revolver. Es löst sich ein Schuss, der offensichtlich Nina trifft, denn diese sackt in sich zusammen. Erst jetzt kommen alle Beteiligten zur Besinnung und versammeln sich an Ninas „Sterbebett“. Da wird sie plötzlich putzmunter, denn Nina hat ihre Schussverletzung nur gekonnt vorgetäuscht. Reuevoll kehrt Hans schließlich zu seiner Edith zurück, während Bünzli sich mit seiner Fischerstochter aussöhnt. Nun ist nur noch der ebenso gerissene wie wohlhabende Baron Bihl zu haben – eine ideale Partie für Nina, die plötzlich solo ist.

## Produktionsnotizen
Die Dreharbeiten zu Evas Töchter begannen im August 1927 mit Außenaufnahmen (in der Schweiz: Lausanne, Vevey, Montreux, Genf, Meillerie, Bern, Luzern, Zürich, Zermatt, Matterhorn, Gornergrat, Savoyen) und wurden mit den Studiosequenzen (Berlin und Prag) im Dezember desselben Jahres fortgesetzt und im Januar 1928 beendet. Der Sechsakter besaß ursprünglich eine Länge von 2488 Metern und wurde von der Filmprüfstelle Berlin am 18. Februar 1928 verboten. Auf 2458 Meter gekürzt und mit Jugendverbot belegt, fand die Uraufführung am 4. April 1928 im Ufa-Theater Kurfürstendamm statt. Zwei Tage darauf erfolgte die tschechische Erstaufführung in Prag.
Die Bauten entwarf Victor Trivas.

## Einschätzung
In Hervé Dumonts Die Geschichte des Schweizer Films heißt es: „Der Streifen wird flüchtig unter dem neuen Titel Evas Töchter herausgebracht und erfährt so etwas wie eine Blitzkarriere in der Tschechoslowakei, Deutschland und in der Schweiz (1929). Er ist nur mehr ein Vorwand, die knisternde und ausgelassene Anny in einem Dutzend verschiedener Kostüme zu zeigen und sie zu Zeiten anderer Schönheiten jener Zeit … paradieren zu lassen. Unzählige Ansichten von Schweizer Landschaften erinnern noch an die Wechselfälle dieser Produktion, ansonsten ist Evas Töchter einfach nur einer von 60 Titeln aus der gemeinsamen Filmographie von Anny Ondra und ihrem Partner-Regisseur Lamač zwischen 1920 und 1937.“